# ماركيت (ويسكونسن)
ماركيت (بالإنجليزية: Marquette (town), Wisconsin)‏ هي بلدة تقع بولاية ويسكونسن في الولايات المتحدة. تبلغ مساحتها 105.2 (كم²)، وترتفع عن سطح البحر 243 م، بلغ عدد سكانها 481 نسمة في عام 2000 حسب إحصاء مكتب تعداد الولايات المتحدة .

## وصلات خارجية
- The US50 - Cities and Towns in Wisconsin State
- Wisconsin Cities and Towns, Facts, Map, Flag, Colleges, Government, and More